# 黑寡妇蜻蜓
黑寡妇蜻蜓（学名：Libellula luctuosa）是蜻蛉目下的一种蜻蜓
，
分布于美国与加拿大东南部
。

## 描述
成虫翅膀上有黑色带纹，雄性的翅膀还有白点。雌性的腹部有黄色条纹；成熟的雄性腹部会呈青蓝色
。

## 繁殖
蜻蜓交配时雄虫与雌虫形成一个「轮」（wheel）
。 

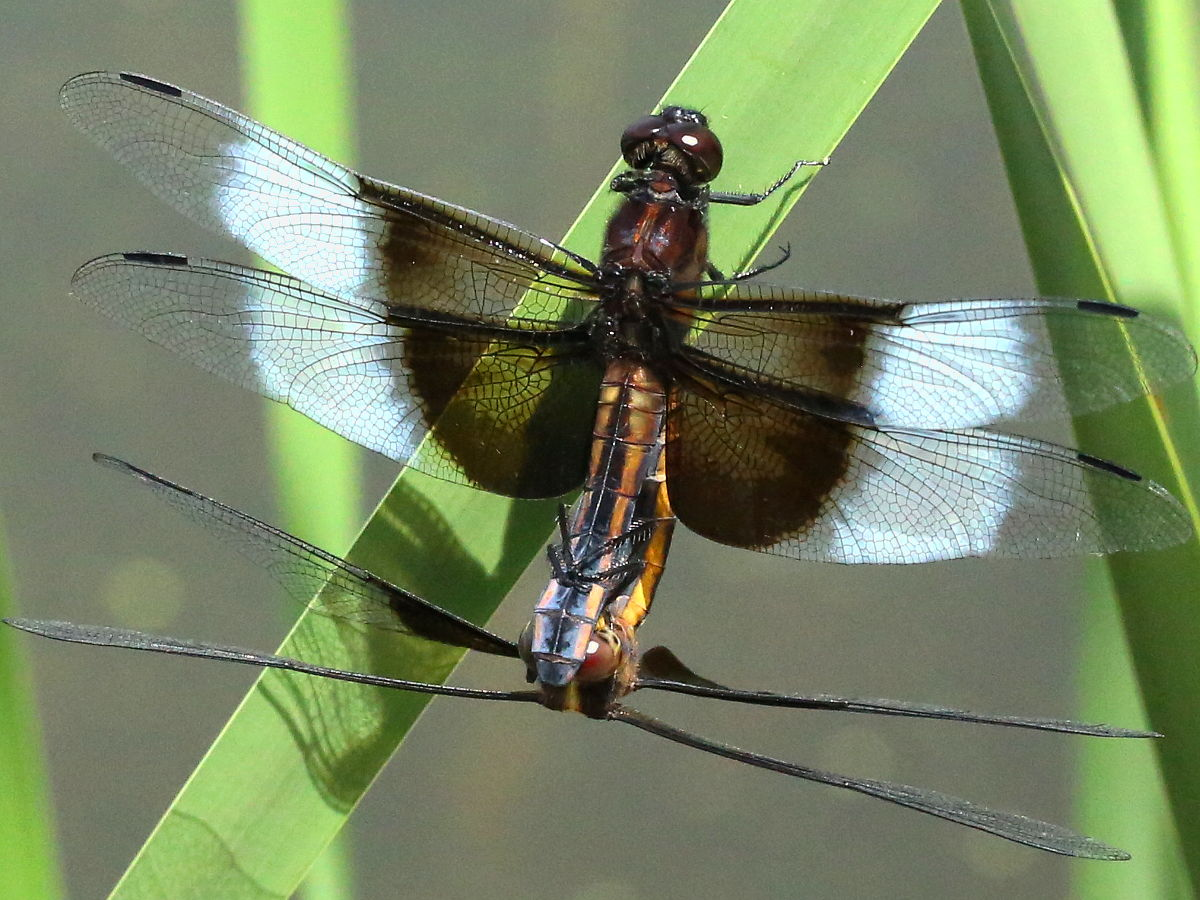
交配轮: 雄在上, 雌在下